# Savio järnvägstunnel

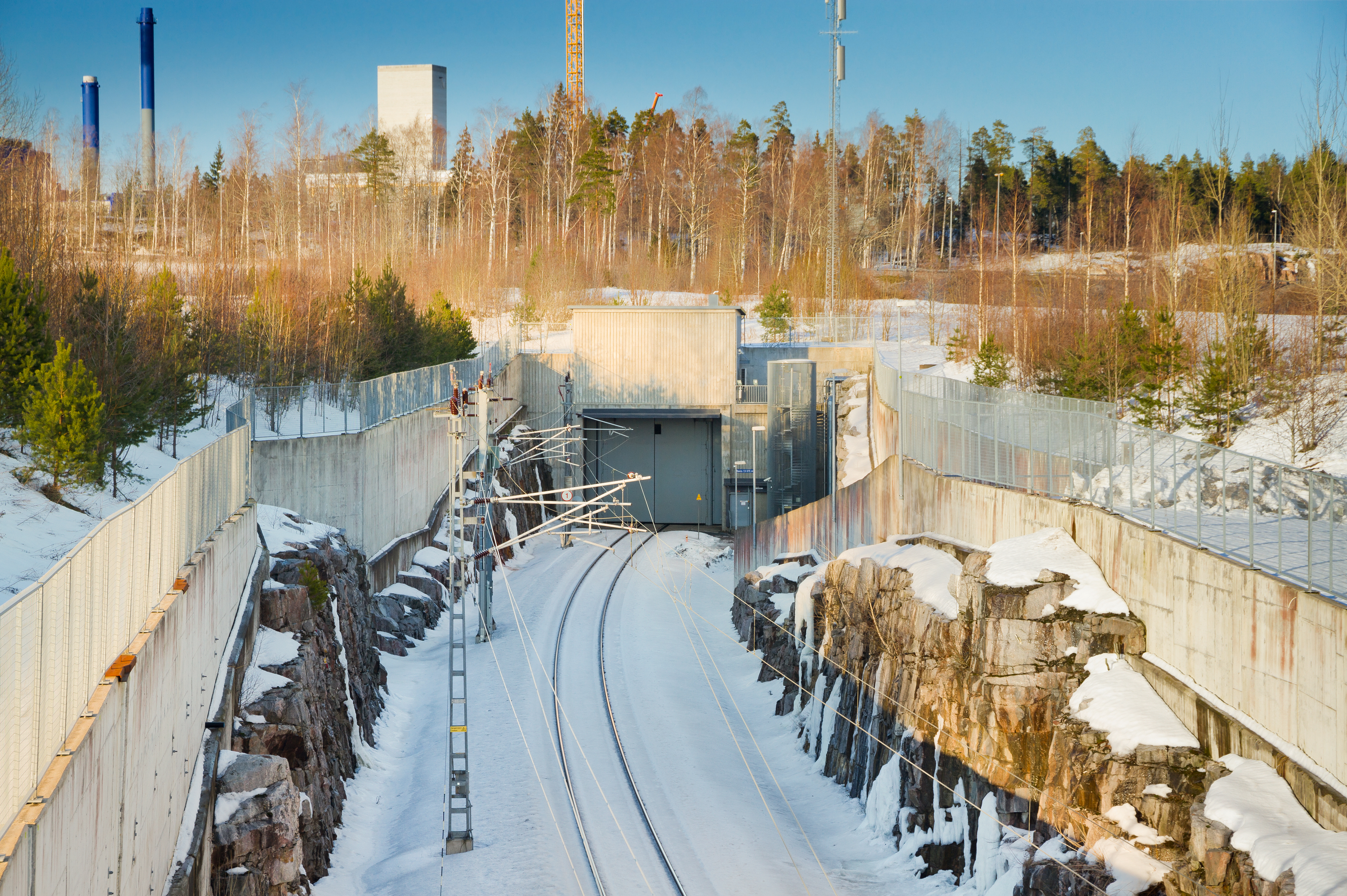
Tunnelmynningen i Västersundom, 2021.

Savio järnvägstunnel, som är Finlands längsta järnvägstunnel, ingår i godsbanan Nordsjö hamnbana i Helsingforsregionen och är 13,5 km lång. Tunneln är enkelspårig och elektrifierad. Bygget påbörjades 2004 och tunneln invigdes 28 november 2008. Den går till Nordsjö hamn och ansluter till Stambanan söder om Savio station i Kervo kommun.
En tunnel som delvis går parallellt är Nordsjö vägtunnel, 1,52 km lång.